# ويليام الثالث، كونت هولندا
ويليام الثالث، كونت هولندا وهينو (بالفرنسية: Guillaume Ier de Hainaut)‏ (ق. 1286 – 7 يونيو 1337) كان الكونت ويليام الثالث لأفيسنيس الكونت ويليام الثالث لهولندا والكونت ويليام الثاني لزيلند منذ 1304 إلى وفاته.